# Hemispingus calophrys
Hemispingus calophrys là một loài chim trong họ Thraupidae.